# Berry van Aerle
Hubertus Aegidius Hermanus van Aerle detto Berry (Helmond, 8 dicembre 1962) è un ex calciatore olandese, di ruolo difensore o centrocampista.

## Carriera

### Club
Nato a Helmond, nel Nord Brabante, van Aerle giocò per 13 anni nel PSV, in Eredivisie. Con il PSV vinse 5 campionati, giocando da centrocampista difensivo poiché il posto da terzino destro era occupato dal veterano belga Eric Gerets. Per inciso, l'olandese trascorse un anno in quel paese, in prestito al Anversa.
Van Aerle giocò la finale della Coppa dei Campioni 1987-1988, vinta ai rigori contro il Benfica, dopo un 0-0. Dopo il ritiro di Gerets, nel 1992, van Aerle ebbe diversi infortuni ma riuscì comunque a disputare più di 300 partite prima della sua partenza.
Dopo una sola stagione con la squadra della sua città natale, l'Helmond Sport, si ritirò. Lavorò per un breve tempo come postino, prima di tornare al PSV come talent scout,.

### Nazionale
Van Aerle ottenne la sua prima convocazione per la nazionale olandese il 14 ottobre 1987. L'anno successivo vinse gli Europei, giocando da titolare tutte le partite.
In totale van Aerle giocò 35 partite senza segnare nessun gol in nazionale, venendo convocato per i mondiali del 1990 e per gli europei del 1992, formando un'efficace coppia con Adri van Tiggelen, che fu anche suo compagno di club tra il 1991 e il 1994.

## Palmarès

### Club

#### Competizioni nazionali
- Campionato olandese: 5

PSV Eindhoven: 1985-1986, 1987-1988, 1988-1989, 1990-1991, 1991-1992
- Coppa dei Paesi Bassi: 1

PSV Eindhoven: 1987-1988

#### Competizioni internazionali
- Coppa dei Campioni: 1

PSV Eindhoven: 1987-1988

### Nazionale
- Campionato d'Europa: 1

1988